# Col Mosca
Le col Mosca – ou Mosca Pass en anglais – est un col du chaînon Sangre de Cristo, dans le Colorado, aux États-Unis. D'une altitude de 2 968 mètres, il s'atteint par l'ouest via un sentier de randonnée situé dans le comté d'Alamosa et protégé au sein de la réserve nationale des Great Sand Dunes, tandis que par l'est on y accède par une route non goudronnée relevant du comté de Huerfano et de la forêt nationale de San Isabel.